# Paso de las Mulas
Paso de las Mulas är en ort i Mexiko.   Den ligger i kommunen Ignacio de la Llave och delstaten Veracruz, i den sydöstra delen av landet, 300 km öster om huvudstaden Mexico City. Paso de las Mulas ligger 17 meter över havet och antalet invånare är 256.
Terrängen runt Paso de las Mulas är mycket platt. Runt Paso de las Mulas är det ganska tätbefolkat, med 72 invånare per kvadratkilometer. Närmaste större samhälle är Tlalixcoyan, 10,0 km nordväst om Paso de las Mulas. Omgivningarna runt Paso de las Mulas är en mosaik av jordbruksmark och naturlig växtlighet.